# Vincenzo Zampa
Vincenzo Zampa (Bari, 20 marzo 1984) è un attore italiano.

## Biografia
Dopo essere cresciuto a Monopoli, in provincia di Bari, dal 2005 al 2008 frequenta la scuola del Teatro Stabile di Genova. Dal 2010 lavora con il Teatro dell'Elfo di Milano e, nel 2011, vince il Premio Ubu come miglior attore under 30, con lo spettacolo The History Boys per la regia di Ferdinando Bruni e Elio De Capitani.
Nel 2011 debutta sul grande schermo con Carlo Vanzina in Sotto il vestito niente - L'ultima sfilata, lavorando, in seguito, in altre produzioni cinematografiche e televisive tra cui il film Comedians al fianco di Christian De Sica.
Nel novembre 2021 prende parte allo studio dello spettacolo teatrale Home Run, scritto e diretto da Damiano Nirchio e Anna de Giorgio, ispirato al romanzo Uomini e topi di John Steinbeck, recitando al fianco dell'attore barese Alessio Genchi.
Successivamente è tra i protagonisti dello spettacolo teatrale Moby Dick alla prova di Orson Wells per la regia di Elio De Capitani.

## Filmografia

### Cinema
- Sotto il vestito niente - L'ultima sfilata, regia di Carlo Vanzina (2011)
- Diaz - Don't Clean Up This Blood, regia di Daniele Vicari (2012)
- Black Star - Nati sotto una stella nera, regia di Francesco Castellani (2012)
- Stai lontana da me, regia di Alessio Maria Federici (2013)
- Vinodentro, regia di Ferdinando Vicentini Orgnani  (2013)
- Il ragazzo invisibile, regia di Gabriele Salvatores (2014)
- Comedians, regia di Gabriele Salvatores (2021)

### Televisione
- Erdbeereis mit liebe, regia di Oliver Dommenget (2007)
- Piloti  - serie TV (Rai 2, 2008)
- 7 vite - serie TV (Rai 2, 2008-2009)
- Big End - Un mondo alla fine - serie TV (Rai 4, 2011)
- Io tra vent'anni - serie TV (RaiPlay, 2015)
- In arte Nino, regia di Luca Manfredi (2016)
- Tutto per mio figlio, regia di Umberto Marino - film TV (2022)
- Com'è umano lui!, regia di Luca Manfredi - film TV (2024)

## Riconoscimenti
- Premio Ubu
  - 2011 – Miglior attore Under 30